# Bojan Prešern
Bojan Prešeren, bivši slovenski veslač, * 4. avgust 1962, Jesenice. 
Prešern je za Jugoslavijo nastopil na Poletnih olimpijskih igrah 1988 v Seulu, kjer je v dvojcu brez krmarja s Sadikom Mujkičem osvojil bronasto medaljo.
Leta 2024 je bil sprejet v Hram slovenskih športnih junakov.